# Într-o clipită (Star Trek: Voyager)
„Într-o clipită” (titlu original: „Blink of an Eye”) este al 12-lea episod din al șaselea sezon al serialului TV american științifico-fantastic Star Trek: Voyager și al 130-lea episod în total. A avut premiera la 19 ianuarie 2000 pe canalul UPN.

## Prezentare
USS Voyager este prinsă pe orbita unei planete cu o diferență de spațiu-timp ce face ca ani întregi petrecuți pe planetă să însemne doar câteva minute pe Voyager. Titlul acestui episod se bazează pe acela al unui episod din 1968 al seriei Star Trek, și anume „Într-o clipită”, de unde a fost împrumutat conceptul unei rase care trăiește într-un ritm temporal accelerat față de restul universului.

## Actori ocazionali
- Melik Malkasian - Shaman
- Walter H. McCready - Tribal Alien
- Obi Ndefo - Kelemane
- Olaf Pooley - Cleric
- Daniel Zacapa - Astronomer
- Jon Cellini - Technician
- Daniel Dae Kim - Gotana-Retz
- Kat Sawyer-Young - Tureena
- Scarlett Pomers - Naomi Wildman

## Vezi și
- 2000 în științifico-fantastic
- 2000 în televiziune